# Cryothenia peninsulae
Cryothenia peninsulae är en fiskart som beskrevs av Daniels, 1981. Cryothenia peninsulae ingår i släktet Cryothenia och familjen Nototheniidae. Inga underarter finns listade i Catalogue of Life.